# Traité de Belgrade

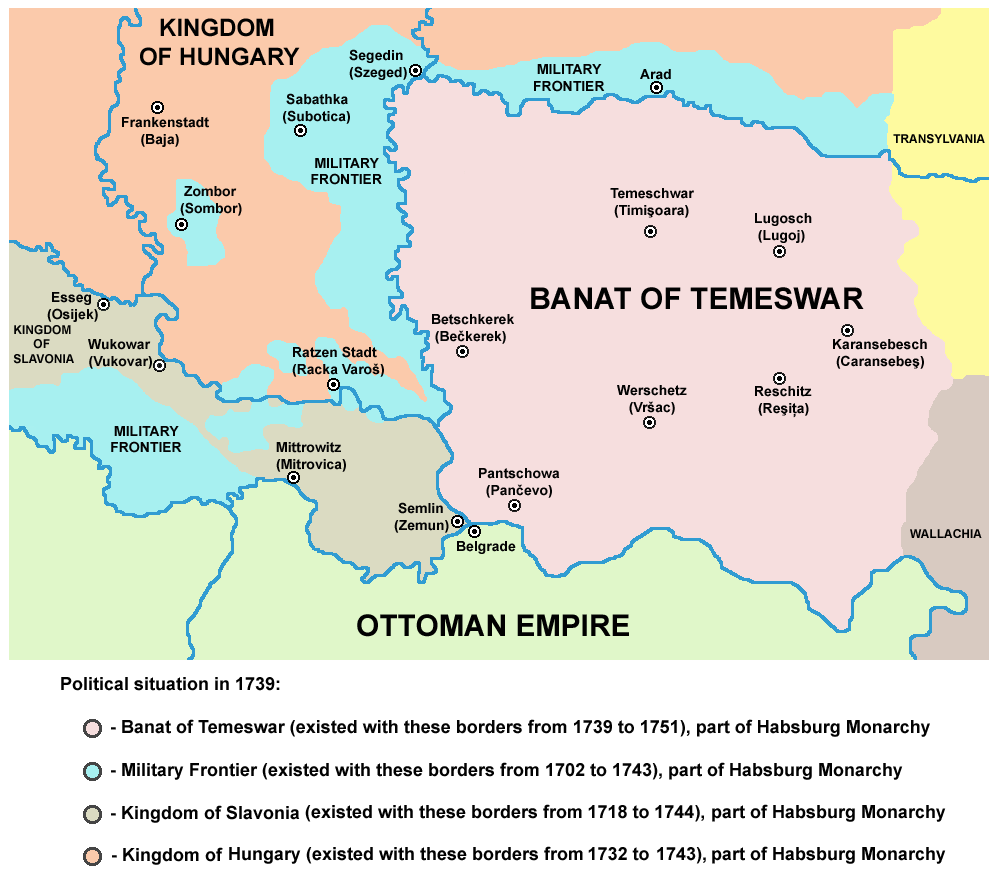
La frontière austro-turque après le traité de Belgrade.

Le traité de Belgrade est un traité de paix signé avec la médiation de la France entre les Habsbourg et l’empire ottoman le 18 septembre 1739 à l’issue de la guerre austro-turque de 1737-1739 (tr), fixant la frontière austro-turque sur la Save. 

## Conséquences du traité
Il permet de sauvegarder les intérêts des Turcs face à l’Autriche à la suite de la politique de redressement du grand vizir Mehmed Yeyen (tr). Les diplomates impériaux autrichiens, dirigés par Wilhelm Reinhard de Neipperg rendent deux des trois territoires acquis en 1718 : aux Turcs Belgrade avec la Serbie septentrionale, aux Valaques la petite Valachie ; ils ne gardent que le Banat. 
Le 3 octobre suivant, l'Empire russe et la « Sublime Porte » signent la convention de Nyssa : la Turquie retrouve les territoires occupés par les Russes depuis le début du conflit, sauf Azov où la Russie est autorisée à construire un port de commerce, sans toutefois pouvoir prétendre y ériger des fortifications ni entretenir quelque flotte que ce soit dans la mer Noire.
Malgré ces conditions favorables, de retour à Istanbul, un des négociateurs ottomans, le Grand Drogman phanariote Alexandre Ghica, est accusé d’avoir bradé les intérêts ottomans au Banat, et exécuté pour « trahison » le 27 février 1741.